# 骑士团
骑士团（英語：Chivalric order）是欧洲中世纪以来，由騎士建立的準軍事組織，其組織方式倣效十字軍時期的軍事修會。骑士团的种类繁多，大體分類為兩種：一為帶有強烈宗教性質、為信仰或教廷而戰的騎士團，以及由國王或公爵建立的貴族骑士团。

## 宗教骑士团
創建目的皆是為了打擊伊斯蘭教的軍事組織，其中最为出名的三大骑士团为医院骑士团、圣殿骑士团、条顿骑士团（1198年）。他们为教宗創建的修士骑士团，其使命是镇压圣地周围的冲突，与毗邻的穆斯林国家作战，保卫并扩大基督教國家的领地。这三个骑士团後來发展为精锐的职业军，但在圣地失陷之后先后逐渐失去宗教意义，慢慢轉變為接受國家僱傭的傭兵團。除了上述三大宗教骑士团之外，苏格兰地区的骑士，在前往圣地加入十字军行列的途中，往往选择假道伊比利亚，因为在伊比利半岛的军事行为也带有强烈的十字军色彩，甚至于在伊比利亚还出现了三个骑士团：圣地亚哥骑士团、卡拉特瓦骑士团、阿尔坎特拉骑士团，与一个较小的蒙提沙骑士团。

## 貴族骑士团
从12世纪至今，冠以“騎士團”之称的组织众多，其中比较著名的包括有由英国国王爱德华三世建立的嘉德骑士团，勃艮第公爵菲利普三世建立的金羊毛骑士团等，皆是王室或貴族所創建。
與教宗所創建的騎士團性質目的完全不同，貴族騎士團並非軍事組織，而是少數會員制、以榮譽與忠誠約束入會者以鞏固自身統治權的榮譽組織，由於是統治者或權貴所認可的頭銜，加入後能得到很高的榮譽與聲望，所以想加入騎士團的貴族仍絡繹不絕。時至今日仍被歐洲國家用來獎勵在各領域有傑出貢獻的國人。